# (3945) Gerasimenko
(3945) Guérassimenko, désignation internationale (3945) Gerasimenko, est un astéroïde de la ceinture principale.

## Description
(3945) Guérassimenko est un astéroïde de la ceinture principale. Il fut découvert le 14 août 1982 à Naoutchnyï par Nikolaï Tchernykh. Il présente une orbite caractérisée par un demi-grand axe de 3,12 UA, une excentricité de 0,27 et une inclinaison de 1,8° par rapport à l'écliptique.

## Compléments